# Marasmioïde
 (novembre 2013).
Si vous disposez d'ouvrages ou d'articles de référence ou si vous connaissez des sites web de qualité traitant du thème abordé ici, merci de compléter l'article en donnant les références utiles à sa vérifiabilité et en les liant à la section « Notes et références ».
 (novembre 2013).
- Si vous ne connaissez pas le sujet, laissez ce bandeau (vous pouvez alors contacter les auteurs).
- Si vous supprimez le contenu mis en cause (vous pouvez préalablement contacter les auteurs),

argumentez précisément cette suppression dans la page de discussion
(un manque de référence n'est pas un argument ; une recherche réelle de référence doit avoir été effectuée, être formellement documentée).

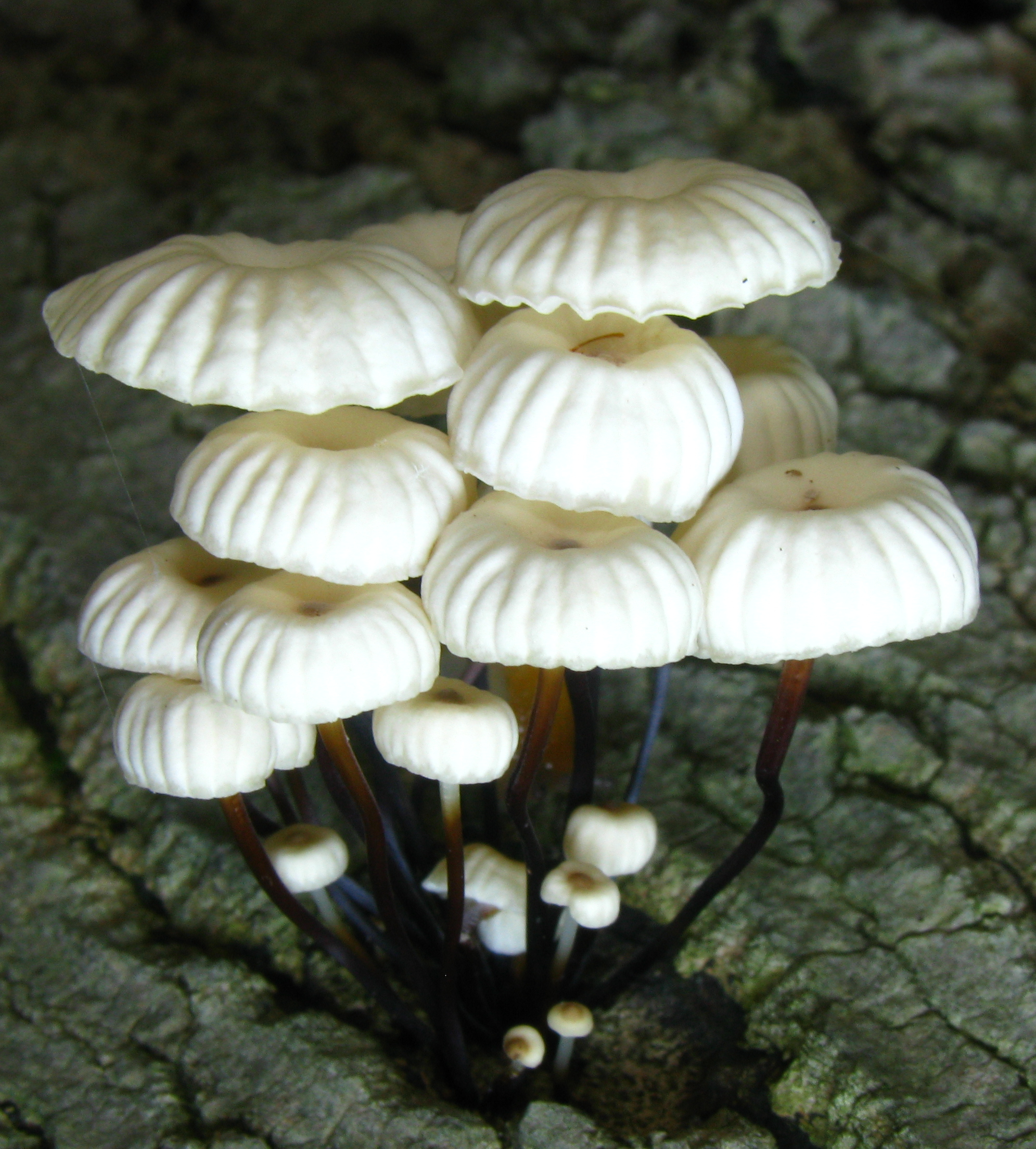
Marasme petite roue, une espèce de la famille des Marasmiacées.

Le clade IV Marasmioïde est une nouvelle division phylogénétique des Agaricales, proposée depuis 2006, et y constituant le quatrième des six clades des Agaricales.

## Situation du clade

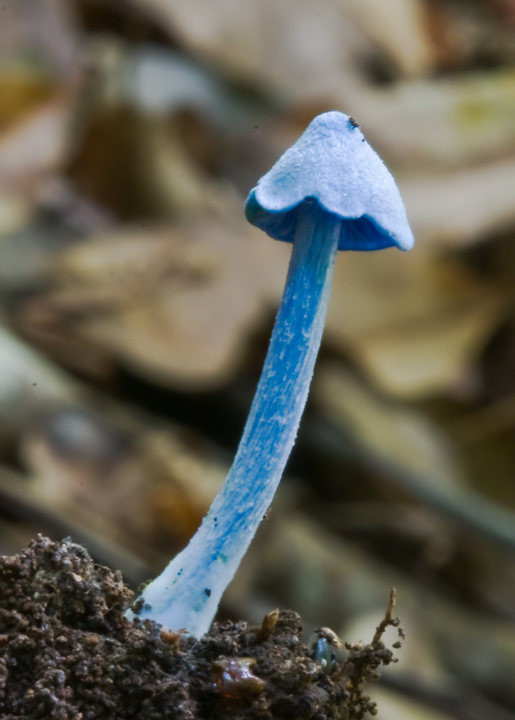
Le genre Entoloma

- - Clade des Athéloïdes
  - Boletales, Clade des Bolets
  - Agaricales, Clade des Euagarics
    - Clade I Plicaturopsidoïde
      - Clade II Pluteoïde
      - Clade III Hygrophoroïde
      - Clade IV Marasmioïde
        - Physalacriaceae
          - Schizophyllaceae
          - Lachnellaceae
            - Cyphellaceae
              - Clade Hydropoïde

          - Marasmiaceae
          - Omphalotaceae

      - Clade V Tricholomatoïde
      - Clade VI Agaricoïde

## Phylogénie du Clade IV Marasmioïde
- Clade IV Marasmioïde
  - Physalacriaceae
    - 
      - 
        - Armillaria sp.
          - Cyptotrama
          - Xerula
            - Mycaureola
              - Gloiocephala

          - Flammulina sp.
            - Cylindrobasidium
              - Physalacria sp.

      - Pleurotopsis longinqua
        - Hemimycena

      - Schizophyllaceae
        - Schizophyllum sp
          - Porodiscus
          - Fistulina sp.
            - Fistulina hepatica - Langue de bœuf

      - Lachnellaceae
        - Lachnella
        - Cyphellopsis
          - Calathella
            - Nia
            - Halocyphina

    - Cyphellaceae
      - Clade Hydropoïde
        - Henningsomyces
          - Hydropus
            - Mycena sp.

        - Mycena auricoma
          - Megacolybia sp.
            - Clytocibula atroalba

          - Hydnopolyporus sp
            - Hydroporus sp
              - Clytocibula oculus

    - Marasmiaceae
      - Tetrapyrgos
      - Campanella sp.
        - Marasmius
        - Marasmius oreades
          - Chaetocalathus
            - Crinibellis sp.
              - Moniliophthora sp.

    - Omphalotaceae
      - Gymnopuscontrarius
        - Anthracophylum
          - Omphalotus sp.
            - Omphalotus olearius

      - Mycetinis
        - Lentinula sp.
          - Rhodocollybia
            - Gymnopus dryophilus